# Michael W. Weithmann
Michael Wilhelm Weithmann (* 22. März 1949 in Augsburg) ist ein deutscher Historiker und Bibliothekar.

## Leben
Michael W. Weithmann studierte an den Universitäten München, Wien und Istanbul u. a. Ost- und Südosteuropäische Geschichte, Byzantinistik und Politikwissenschaft. Im Jahre 1978 promovierte er an der Universität München und begann 1979 als Bibliotheksreferendar an der Universitätsbibliothek München die Ausbildung für den höheren Bibliotheksdienst (Fachprüfung 1981 an der Bayerischen Bibliotheksschule in München). Seit 1981 war er als Fachreferent an der Universitätsbibliothek Passau tätig.
Er ist verheiratet mit der Orientalistin Brigitte Moser-Weithmann.

## Schriften
- Die slavische Bevölkerung auf der Griechischen Halbinsel. Ein Beitrag zur historischen Ethnographie Südosteuropas (= Beiträge zur Kenntnis Südosteuropas und des Nahen Ostens, Bd. 31). Trofenik, München 1978, ISBN 3-87828-124-2 (Dissertation Universität München).
- Agrarreform in Ungarn 1945. In: Ungarn-Jahrbuch, Bd. 9 (1978), S. 257–272.
- Glaubensfreiheit und Heiratspolitik in Siebenbürgen an der Wende vom 16. zum 17. Jahrhundert. In: Zeitschrift für Siebenbürgische Landeskunde, Bd. 8–79 (1985), S. 141–151.
- Krisenherd Balkan. Ursprünge und Hintergründe des aktuellen Konflikts. 2. Aufl. Heyne, München 1992, ISBN 3-453-05908-5.
- Die „Ungarn-Fliehburgen“ des 10. Jahrhunderts. Beispiele aus dem südbayerischen Raum. In: Ungarn-Jahrbuch, Bd. 20 (1993), S. 1–26.
- (Hrsg.): Der ruhelose Balkan. Die Konfliktregionen Südosteuropas. Dtv, München 1993, ISBN 3-423-04612-0.
- Makedonien – „Land zwischen vier Feuern“. In: Außenpolitik, Bd. 44 (1993), S. 261–270.
- Griechenland. Vom Frühmittelalter bis zur Gegenwart. Pustet, Regensburg 1994, ISBN 3-7917-1425-2.
- Balkan-Chronik. 2000 Jahre zwischen Orient und Okzident. Pustet, Regensburg 1995, ISBN 3-7917-1447-3 (3. Aufl. 2000).
- Atatürks Erben auf dem Weg nach Westen. Die Türkei im Spannungsfeld zwischen Nahost und Europa. Heyne, München 1997, ISBN 3-453-13196-7.
- Die Donau. Ein europäischer Fluß und seine 3000-jährige Geschichte. Pustet, Regensburg 2000, ISBN 3-7917-1722-7.
- (mit Brigitte Moser-Weithmann): Die Türkei. Nation zwischen Europa und dem Nahen Osten. Pustet, Regensburg 2002, ISBN 3-7917-1788-X.
- Xanthippe und Sokrates. Eros, Ehe, Sex und Gender im antiken Athen ; ein Beitrag zu höherem historischen Klatsch. Dtv, München 2003, ISBN 3-423-34052-5 (Neuausgabe 2010).
- Kleine Geschichte Oberbayerns. Pustet, Regensburg 2007, ISBN 978-3-7917-2085-2 (3. Aufl. 2016).
- (mit Brigitte Moser-Weithmann): Landeskunde Türkei. Geschichte, Gesellschaft und Kultur. Buske, Hamburg 2008, ISBN 978-3-87548-491-5.
- Burgen und Schlösser rund um den Bodensee. Tyrolia-Verlag, Innsbruck 2008, ISBN 978-3-7022-2922-1.
- (mit Brigitte Moser-Weithmann): Kleine Geschichte Istanbuls. Pustet, Regensburg 2010, ISBN 978-3-7917-2248-1 (2. Aufl. 2012).
- Die Donau. Geschichte eines europäischen Flusses. Böhlau, Wien 2012, ISBN 978-3-205-78870-6.
- Burgen und Schlösser in Niederbayern. Führer zu Burgen und Schlössern im Bayerwald, zwischen Donau, Isar und unterem Inntal. Attenkofer, Straubing 2013, ISBN 978-3-936511-77-2.
- Die Bayerischen Alpen. Landschaft, Geschichte und Kultur zwischen Salzach und Lech. Pustet, Regensburg 2022, ISBN 978-3-7917-3317-3.
- Passau. Kleine Stadtgeschichte. 3. überarb. u. aktualisierte Auflage. Pustet, Regensburg 2023, ISBN 978-3-7917-6017-9.
- Die schönsten Burgen und Schlösser am Bodensee. Faszinierende Zeugen der Vergangenheit. Silberburg-Verlag, Tübingen 2023, ISBN 978-3-8425-2415-6.